# (32192) 2000 NH27
2000 NH27 (asteroide 32192) é um asteroide da cintura principal. Possui uma excentricidade de 0.14430260 e uma inclinação de 8.43926º.
Este asteroide foi descoberto no dia 4 de julho de 2000 por LONEOS em Anderson Mesa.